# Sorquainville
Sorquainville ist eine französische Gemeinde mit 174 Einwohnern (Stand: 1. Januar 2022) im Département Seine-Maritime in der Region Normandie (vor 2016 Haute-Normandie). Sie gehört zum Arrondissement Le Havre und zum Kanton Fécamp (bis 2015 Valmont). Die Einwohner werden Sorquainvillais genannt.

## Geographie
Sorquainville liegt im Pays de Caux etwa 38 Kilometer nordöstlich von Le Havre. Umgeben wird Sorquainville von den Nachbargemeinden Riville im Norden und Nordosten, Normanville im Osten und Südosten, Terres-de-Caux im Süden sowie Ypreville-Biville im Westen.

## Bevölkerungsentwicklung
| Jahr                      | 1962 | 1968 | 1975 | 1982 | 1990 | 1999 | 2006 | 2013 |
| Einwohner                 | 242  | 231  | 210  | 174  | 210  | 162  | 162  | 184  |
| Quelle: Cassini und INSEE |      |      |      |      |      |      |      |      |

## Sehenswürdigkeiten
- Kirche Saint-Martin aus dem Jahre 1725
- Schloss Sorquainville aus dem 18. Jahrhundert